# 칼제비
칼제비는 칼싹두기나 칼국수를 수제비와 구별하여 이르는 말. 이것은 줄임말이 아니며 옛 어원에서 발생된 표준어이다.
출처: 국립국어원 표준대사전